# 1814年逝世人物列表
1814年逝世人物列表：1月 - 2月 - 3月 - 4月 - 5月 - 6月 - 7月 - 8月 - 9月 - 10月 - 11月 - 12月
下面是1814年逝世的知名人士列表。

## 1月

### 3日
- 菲力浦-弗朗索瓦·德·阿爾比尼亞克·德·卡斯泰爾瑙，昂古萊姆主教，法國國民制憲會議議員
- 斐迪南德·威廉·弗朗茨·博爾滕恩·馮·博爾滕斯特恩，普魯士軍官
- 利奧波德·馮·特勞滕貝格，奧地利將軍

### 4日
- 約翰·喬治·雅各比，德國詩人和公關人員
- 約翰·亞當·諾德爾，荷蘭語言學家和文學學者
- 喬治·亨寧·馮·普特卡默，普魯士中將

### 5日
- 約翰·弗里德里希·鮑斯，德國雕刻師
- 約翰·戈特弗里德·克雷布斯，德國作曲家、管風琴家和清唱家

### 6日
- 亨利·葛籣，美國政治家
- 約翰·科勒（Johann Köhler），漢薩同盟城市呂貝克市議員

### 7日
- 艾拉·艾倫，佛蒙特州創始人，綠山男孩的領袖

### 8日
- 弗里德里希·莫里茨·馮·布拉貝克，德國藝術收藏家，希爾德斯海姆和帕德博恩的經典

### 11日
- 恩斯特·菲力浦·馮·瓦根菲爾德，普魯士軍官，最後一位少將

### 12日
- 威廉·戈特弗裡德·普魯凱，符騰堡州醫生和圖賓根大學校長

### 13日
- 雅各·弗裡德里希·馮·弗裡奇，撒克遜政治家

### 14日
- 安東·巴爾塔薩·金，德國歷史學家、系譜學家和公務員

### 15日
- 喬治·路德維希·柯林斯，德國新教神職人員

### 16日
- 弗裡德里希·卡爾·威廉，Fürst zu Hohenlohe，奧地利將軍

### 17日
- 約翰·埃伯哈德·伊勒，德國畫家

### 19日
- 卡爾·弗里德里希·森夫，德國新教神學家和讚美詩作家

### 20日
- 約翰·卡爾·克裡斯托夫·馮·塞肯多夫，符騰堡州公務員，最後一位國務部長，1810年晉陞為符騰堡州伯爵

### 21日
- 莫里茨·馮·普拉斯，德國數學家，萊比錫大學院長
- 約翰·斐迪南德·羅斯，德國牧師和歷史學家
- 雅克-昂利·贝尔纳丹·德·圣皮埃尔，法國作家
- 埃伯哈特·格奧爾格·奧托·博克·馮·維爾芬根，為英國王室服務的德國將軍

### 24日
- 威廉·希思，美國大陸軍少將

### 25日
- 路德維希·弗裡德里希·馮·多姆哈特，普魯士公務員

### 26日
- 曼努埃爾·多·塞納庫洛，葡萄牙主教和古董學家[1]

### 27日
- 約翰·戈特利布·費希特，德國哲學家
- 梅克倫堡的恩斯特，梅克倫堡的卡爾·路德維希·腓特烈公爵第三子
- 菲力浦·阿斯特利，英國馬戲團贊助者

### 28日
- 魯道夫·卡西米爾·馮·米倫海姆，普魯士皇家少將，第14步兵團最後一任營長
- 巴特爾·馮·西博爾德，解剖學、外科和生理學教授

### 29日
- 皮埃爾·巴斯特，法國步兵上將和皇家艦隊上將
- 約翰·戈特利布·費希特，德國哲學家
- 威廉·萊恩，英國出版商和密涅瓦出版社的創始人

### 31日
- 大衛·萊因霍爾德·馮·西弗斯，俄羅斯軍官

## 2月

### 2日
- 約翰·海因里希·呂特肯斯，德國福音派路德宗神職人員和詩人

### 3日
- 揚·安東寧·科澤盧，波西米亞作曲家
- 馬里亞諾·馬塔莫羅斯，墨西哥神職人員和革命者

### 4日
- 卡比·奥马尔，土耳其編年史家和稅務官員

### 6日
- 詹姆斯·克雷克，美國醫生和喬治華盛頓的朋友

### 9日
- 克利斯蒂安·奧古斯特·朗格斯，德國醫生、物理學家和大學講師
- 海因里希·缪勒（Heinrich Müller），德國路德宗神學家

### 10日
- 馬丁·巴霍芬，巴塞爾絲帶製造商和經銷商，藝術品收藏家
- 塞薩爾·朱利安-讓·勒加盧瓦，法國醫生和生理學家
- 普拉西德斯·沙爾，安德赫斯修道院僧侶，教授和戲劇家

### 11日
- 亞歷山大·馮·德·瑪律維茨，勃蘭登堡貴族和莊園主
- 約翰·弗朗茨·昆克爾，黑森-卡塞爾行政律師

### 12日
- 愛德華·桑迪福特，荷蘭解剖學家

### 13日
- 喬治·奧古斯丁·霍勒，德國作曲家和慕尼黑音樂大師

### 14日
- 弗朗茨·阿斯納，奧地利雕刻師
- 讓-巴蒂斯特·魯斯卡，法國醫生和步兵師長

### 17日
- 約翰·麥克萊恩，美國化學家

### 18日
- 保羅·弗賴赫爾·馮·達維多維奇，奧地利將軍
- 皮埃爾·德庫茲，法國步兵將軍
- 戈特洛布·奧古斯特·霍爾澤，德國建築師、大學講師和撒克遜建築官員

### 21日
- 納撒尼爾·米切爾，美國政治家

### 22日
- 宋氏蘭，越南阮朝開國皇帝阮福映的正室。

### 23日
- 喬治·海因里希·洛斯基爾，波羅的海德國傳教士、作家和主教
- 卡斯帕·斯特爾，德國神職人員和氣象學家

### 24日
- 恩斯特·沃拉德·馮·克里維茨，普魯士皇家少將，最後是Oberkriegskollegimus第3部門的評估員

### 26日
- 約翰·克萊夫斯·西姆斯，美國政治家
- 約翰·托比亞斯·謝爾蓋，瑞典雕塑家和製圖員

### 27日
- 瑪格麗特·賓厄姆，英國伯爵夫人、畫家和作家[2]
- 朱利安·路易士·傑弗羅伊，法國作家和評論家
- 讓-路易-埃比尼澤·雷尼爾，法國將軍

## 3月

### 6日
- 安杰莉卡·斯凯勒·丘奇，美國獨立戰爭時期將領菲力·斯凱勒的長女，伊莉莎白·斯凱勒·漢密爾頓的妹妹

### 7日
- 謝爾蓋·尼古拉耶維奇·蘭斯科伊，俄羅斯將軍
- 約翰·克利斯蒂安·奧古斯特·施瓦茨，德國畫家

### 8日
- 亞歷山大·卡明，倫敦製表師；1775年發明瞭抽水馬桶
- 威廉·麥克雷里，美國政治家

### 9日
- 紀堯姆·莫維爾，海地奧克斯凱主教

### 11日
- 約翰·弗里德里希·恩斯特·阿爾佈雷希特，德國醫生和科普作家
- 安東·多米尼克·阿施巴赫，蒂羅爾自由戰士

### 13日
- 路易·弗朗索瓦二世·德·波旁，孔蒂親王，孔蒂親王，孔蒂家族的最後一位成員

### 15日
- 約翰內斯·埃勒，埃爾伯費爾德市長

### 16日
- 亨利-奧古斯特·杜瓦爾，法國醫生和植物學家
- 弗裡德里希·弗裡森，德國教育家和自由鬥士，德國體操的聯合創始人

### 17日
- 安東·考奇茨，澤拉、維也納和盧布爾雅那主教
- Johann Nepomuk 戒指，德國羅馬天主教神父和攝政王

### 18日
- 文森特·阿巴迪，法國外科醫生
- 克利斯蒂安·弗里德里希·達滕霍夫，德國新教神學家、院長和高級咨議

### 19日
- 奎林的約瑟夫，奧地利醫生

### 20日
- 約翰·克利斯蒂安·恩格爾，奧地利歷史學家

### 21日
- 克利斯蒂安·約阿希姆·卡斯滕斯，德國醫生
- 梅達杜斯·托納特，德國雕刻師

### 23日
- 弗朗索瓦·路易·勒內·穆查德·德·查班，法國公務員，萊茵-摩澤爾省省長（1803-1805）

### 26日
- 约瑟夫-伊尼亚斯·吉约丹，法國醫生

### 27日
- 威廉·史密斯，美國政治家

### 29日
- 湯瑪斯·格雷夫斯，英國海軍上將
- 紀堯姆·伊曼紐爾·吉尼亞德·德·聖普里斯特，法國將軍在俄羅斯服役
- 約翰內斯·亨里克斯·沃達，荷蘭法律學者

### 31日
- 卡爾·弗里德里希·威廉·馮·伯默，普魯士上尉和連長
- 約翰·道森，美國政治家
- 弗朗茨·卡爾·弗裡德里希·馮·格明根-霍恩伯格，科亨多夫城堡封地的最後一位帝國持有者
- 皮埃爾·索納拉特，法國科學家和研究員

## 4月

### 1日
- 約瑟夫·德·法拉利斯，奧地利荷蘭製圖師

### 4日
- 布拉修斯·休伯，測量師和農民

### 6日
- Raven 的 Werner Alborus Küneke，普魯士軍官和 Pour le Mérite 軍事勳章的獲得者

### 10日
- 埃洛伊-查理曼大帝陶平，法國總司令部

### 12日
- 查理斯·伯尼，英國音樂史學家

### 13日
- 弗里德里希·威廉·祖·索爾姆斯-布朗費爾斯，普魯士少將
- 約翰·卡斯帕·維爾圖森，德國新教神學家

### 15日
- 卡爾·利希諾夫斯基，利希諾夫斯基二世親王和張伯倫在維也納的宮廷
- 大衛·維特，德國醫生和博物學家

### 18日
- Dominik Constantin zu Löwenstein-Wertheim-Rochefort，Löwenstein-Wertheim-Rochefort家族的最後一位王子

### 19日
- 第一代艾爾斯伯里伯爵托馬斯·布魯德內爾-布魯斯，英格蘭

### 20日
- 弗朗茨·安東·麥，德國醫生，海德堡大學校長
- 摩西·菲力浦森，德國作家、教師、翻譯家和出版商

### 21日
- 彼得·雅各·沃特曼，埃爾伯費爾德的德國商人

### 22日
- 撒母耳·艾琳·奧蒂斯，美國政治家

### 24日
- 皮埃爾·紀堯姆·格拉蒂安，法國將軍

### 25日
- 路易士-塞巴斯蒂安·梅西耶，法國作家

### 26日
- 讓-鄧尼斯-弗朗索瓦·加繆，法國羅馬天主教主教，名義上是亞琛教區主教
- 賈科莫·弗朗切斯科·洛蒂，瑞士法官和政治家

## 5月

### 1日
- 皮埃爾·范·科特蘭特，美國政治家

### 2日
- 尼古拉斯·吉尔曼，美國政治家
- 湯瑪斯·科克，第一位美國衛理公會主教
- 亞歷山大·胡德，英國海軍軍官

### 3日
- 湯瑪斯·科克，衛理公會神職人員
- 第一代布裡德波特子爵亞歷山大·胡德，英國海軍上將

### 5日
- 阿卜杜拉一世薩巴赫，科威特統治者

### 7日
- 弗朗茨·沃拉斯·布茨泰特，管風琴師
- 克裡斯托夫·梅勒（Christoph Mähler），德國天主教神父，施派爾主教

### 8日
- 弗朗西斯·格羅斯，英國軍官和新南威爾士州州長
- 克利斯蒂安·戈特利布·丹尼爾·穆勒，船長和作者

### 10日
- 蜜雪兒·皮克諾，法國雕刻師

### 11日
- 罗伯特·崔特·潘恩，美國政治家、北美大陸會議代表

### 12日
- 約翰·安東·馮·佩爾根，哈布斯堡王朝的外交官和部長

### 13日
- 湯瑪斯·吉布森，美國政治家

### 14日
- 斐迪南德·弗裡德里希·馮·尼古拉，符騰堡將軍

### 15日
- 克裡斯托夫·弗里德里希·施馬赫爾，德國管風琴和鋼琴製造商

### 17日
- 第一代昂斯洛伯爵喬治·昂斯洛，英國貴族和政治家

### 20日
- 卡羅勒斯·布爾斯，荷蘭改革宗神學家
- 雅各·赫夫蒂，美國政治家

### 21日
- 伊格納西奧·德·阿索，西班牙律師、外交官和博物學家

### 27日
- 安哈爾特-德紹的弗雷德里克，安哈爾特-德紹世襲親王，陸軍元帥
- 伊萬·阿基莫夫，俄羅斯畫家

### 28日
- 第一代奧克蘭男爵威廉·伊登，英國外交官和記者

### 29日
- 约瑟芬·德·博阿尔内，拿破崙·波拿巴的第一任妻子，
- 卡爾·法蘭德，本篤會修道士，瑞士政治家和阿爾薩斯學校校長

## 6月

### 1日
- 約翰·卡斯帕·邦舒（Johann Kaspar Bundschuh），德國作家

### 6日
- 安東尼·安傑洛維奇，烏克蘭天主教聯合教會神學家和主教
- 約翰·阿爾伯特·海因里希·雷馬魯斯，德國醫生、博物學家和經濟學家

### 8日
- 弗里德里希·海因里希·希梅爾，德國作曲家和鋼琴家
- 撒母耳·塞沃爾，美國律師和政治家

### 9日
- 希西家·霍斯默，美國律師和政治家

### 11日
- 瑪麗安·馮·德·馬克，腓特烈·威廉二世的私生女
- 孔廣林，清代經學家、戲曲家。

### 13日
- 路易士·弗雷德里克·安西隆，普魯士法國改革宗神學家

### 14日
- 安丁·安傑洛維奇，希臘天主教大都會
- 腓特烈·克里斯蒂安二世，石勒蘇益格-荷爾斯泰因-桑德堡-奧古斯滕堡公爵

### 15日
- 查理斯·帕利索·德·蒙特諾伊，法國劇作家

### 16日
- 弗朗茨·約瑟夫·馮·貝斯納德，醫生，巴伐利亞國王的私人醫生
- 利奧波德·弗里德里希·弗雷德斯多夫，前不倫瑞克-沃爾芬比特爾公國的行政律師

### 18日
- 戈特弗里德·本尼迪克特·芬克，德國教育家
- 康斯坦丁·格洛格，Heinrichau和Zirc的西多會修道院的住持

### 19日
- 弗里德里希·本達，德國作曲家

### 20日
- 約翰·克利斯蒂安·巴赫，德國鋼琴家

### 21日
- 第一代明托伯爵吉爾伯特·艾略特-默里-基寧蒙德，第三代明托從男爵吉爾伯特‧艾略特之子，蘇格蘭裔的外交官
- 約翰·馬丁·米勒，德國新教神學家和傳教士

### 24日
- 約翰·雅各·梅斯默，瑞士傳教士在德累斯頓

### 26日
- 多米尼克·維拉斯，法國醫生和植物學家

### 27日
- 約翰·弗里德里希·賴查特，德國作曲家

### 28日
- 埃德蒙·路易·亚历克西·迪布瓦-克朗塞，法國政治人物，法國大革命時期的將軍。
- 約翰·菲力浦·貝克曼，德國律師、書籍和藝術品收藏家
- 湯瑪斯·費德爾，英國政治家

## 7月

### 4日
- 康拉德·戈特洛布·安東，德國希伯來學者和東方學家
- 埃米希·卡爾，萊寧根第二親王
- 弗里德里希·戈特洛布·萊昂哈迪，德國作家和經濟學家
- 德克·洛曼，東弗里斯蘭管風琴製造商

### 5日
- 喬治·雅各，法國櫥櫃製造商

### 6日
- 烏爾里希·佩特拉克，奧地利先行者和詩人

### 10日
- 卡米洛·馬可利尼，選舉撒克遜政治家

### 12日
- 第五代何奧子爵威廉·何奧，英國軍官及政治家

### 14日
- 詹姆斯·洛弗爾，美國政治家

### 18日
- 邁爾斯·彼得·安德魯斯，英國劇作家、立法者

### 19日
- 馬修·福林達斯，英國航海家與繪製地圖者。

### 20日
- 本傑明·威廉姆斯，美國政治家

### 22日
- 迈克尔·弗朗西斯·伊根，愛爾蘭和美國天主教會教長。

### 25日
- 查理斯·迪布丁，英國作曲家
- 弗朗茨·澤弗·胡貝爾，奧地利記者、諷刺作家和劇作家
- 威廉·斯圖爾特，英國海軍軍官和政治家

### 28日
- 本傑明·古德休，美國政治家
- 威廉·明舍爾，德國新教神學家

## 8月

### 4日
- 安娜·費奧多羅夫娜·克魯格，德國戲劇女演員

### 7日
- 亞伯拉罕·諾特博姆，商人和國會議員

### 8日
- 弗朗茨·亞歷山大·埃斯皮亞德·馮·科隆格，巴伐利亞少將

### 11日
- 讓·皮埃爾·埃爾曼，德國歷史學家

### 14日
- 愛德華·德拉瓦爾，英國化學家和實驗物理學家
- 彼得·派克，第二代男爵，英國海軍軍官
- Johann Heinrich Sulzer （昆蟲學家），瑞士醫生和昆蟲學家

### 18日
- 約翰·卡斯帕·努克爾，律師、議員和大學講師

### 19日
- 古斯塔夫·莫里茨·阿姆費爾特，芬蘭-瑞典政治家
- 約翰·康拉德·艾格斯，德國路德宗神學家
- 安傑洛·塔奇，義大利作曲家

### 21日
- 安東尼奧·卡尼塞羅，西班牙畫家
- 拉姆福德伯爵本杰明·汤普森，美國物理學家、發明家

### 24日
- 蒂莫西·布萊德沃斯（Timothy Bloodworth），美國政治家

### 25日
- 卡爾·恩格勒斯，德國亞琛地區硬煤礦擁有者埃施韋勒和市長

### 27日
- 約翰·巴蒂斯特·西爾，德國古典主義畫家

### 28日
- 向國珍，琉球第二尚氏王朝時期琉歌歌人。
- 埃裡克·馬斯特·安傑爾，挪威法學家、政治家

### 31日
- 亚瑟·菲利普，英國海軍上將。

## 9月

### 8日
- 奧地利的瑪麗亞·卡羅琳娜，出生時為奧地利女大公，之後成為那不勒斯和西西里王后。
- 湯瑪斯·斯賓塞，英國記者和作家，呼籲土地擁有權社會化

### 11日
- 約翰·格奧爾格·費迪南德·馮·阿蒙，普魯士公務員

### 12日
- 罗伯特·罗斯，英國陸軍少將。

### 14日
- 約翰·奧古斯特·馮·拜爾，德國公務員和詩人

### 17日
- 雅克·伯納德·安塞爾姆，法國中將
- 約翰·利奧波德·科菲爾，奧地利企業家
- 維森特·薩利亞斯，委內瑞拉革命家、記者和作家

### 18日
- 本傑明·霍華德，美國政治家

### 20日
- 丹尼爾·克魯基斯特，不來梅參議員兼市長

### 21日
- 弗里德里希·卡爾·路德維希·馮·弗瑞爾，特拉克嫩種馬場的普魯士馬廄主人
- 約翰·盧德維格·霍格魯，德國軍官、教師、工程師和製圖師
- 罗伯特·罗斯，英國將軍

### 22日
- 亨利四世，科斯特裡茨的羅伊斯親王
- 奧古斯特·威廉·伊夫蘭，德國演員、戲劇導演和劇作家

### 23日
- 约翰·雅各布·皮斯托，俄羅斯中將

### 24日
- 讓·巴蒂斯特·路易斯·喬治·塞魯·達金庫爾，法國藝術史學家

### 25日
- 威廉·霍格，美國政治家

### 日期不詳
- 約翰·海因里希·韋德米勒，瑞士畫家和作家

## 10月

### 1日
- 紀堯姆-安托萬·奧利維耶，法國昆蟲學家。

### 4日
- 撒母耳·傑克遜·普拉特，英國作家、詩人和演員

### 6日
- 本傑明·龐德，美國政治家

### 7日
- 本傑明·格奧爾格·佩斯勒，德國牧師和發明家

### 8日
- 阿達爾伯特·馮·哈斯托爾，富爾達王子主教

### 9日
- 阿德里安·德·萊扎伊-瑪律內西亞，法國公務員，萊茵-摩澤爾省省長（1806-1810）

### 10日
- 約翰·弗里德里希·德羅伊森，德國數學家和天文學家

### 12日
- 恩斯特·卡爾·路德維希·馮·韋赫，德國土地擁有者和地區行政長官

### 14日
- 約瑟夫·梅耶，德國耶穌會士和學者

### 16日
- 何塞·安東尼奧·卡羅·德·博西，委內瑞拉作曲家
- 胡安·何塞·蘭達塔，委內瑞拉作曲家

### 19日
- 梅西·奧蒂斯·沃倫，美國劇作家

### 24日
- 赫爾曼·巴爾，德國西多會教徒和歷史學家
- 羅伯特·巴恩威爾，美國軍官和政治家

### 25日
- 安東·奧爾，德國瓷器畫家
- 約翰·萊昂哈德·赫萊因，畫家
- 喬治·威廉·穆勒（Georg Wilhelm Müller），漢薩同盟城市呂貝克市議員

### 28日
- 卡斯帕·斯坦林，瑞士市長

### 29日
- 卡爾·弗里德里希·波克爾斯，德國作家和樞密院議員

### 30日
- 喬治·海因里希·馮·貝倫霍斯特，德國軍事作家

## 11月

### 2日
- 特勞戈特·安德列亞斯·比德曼，德國政治家和法律學者

### 5日
- 馬蒂亞斯·戈斯溫·佩爾澤，亞琛總法律顧問兼艾克斯拉沙佩爾州州長

### 7日
- 吴国盛，為中華殉道聖人之一
- 戈特弗里德·明德，瑞士製圖員
- 西格蒙德·克裡斯托夫·馮·瓦爾德堡，zu Zeil und Trauchburg，基姆湖主教，薩爾茨堡總教區副主教、副主教兼行政長官

### 10日
- 讓-路易·奧伯特，法國神職人員和寓言作家

### 11日
- 保羅·阿達米，奧地利獸醫和大學講師

### 15日
- 喬治·安東·佈雷德林，德語教師、學校訪客、詩人、音樂家和作曲家

### 16日
- 第一代比特侯爵約翰·斯圖亞特，英國貴族

### 17日
- 保羅·雅各·布倫斯，德國歷史學家、神學家、地理學家、赫爾姆施泰特和哈勒的東方語言和文學史教授
- 弗朗齊謝克·揚·湯姆薩，捷克作家和公關人員

### 18日
- 阿莱雅迪尼奥，出生於巴西殖民地的雕塑家和建築師
- 威廉·杰索普，英國土木工程師；運河建設、港口建設、早期鐵路
- 約翰·馬蒂亞斯·馮·瑪律希茨基，普魯士少將，1799年第28步兵團團長

### 19日
- 克裡斯托弗·巴比，義大利作曲家和小提琴家

### 21日
- 胡安·麥肯納，愛爾蘭裔智利士兵，智利獨立戰爭的參與者

### 23日
- 埃尔布里奇·格里，美國政治家、外交家

### 25日
- 西奧菲勒斯·科勒斯蒂努斯·派珀，德國福音派路德宗神職人員和神學家
- 路德維希·菲德爾·魏森巴赫，瑞士政治家

### 28日
- 威廉·杰索普，18世紀末，19世紀初一位英國土木工程師

### 30日
- 讓-蜜雪兒·莫羅，法國雕刻師和蝕刻師

## 12月

### 1日
- 喬治·路德維希·馮·埃德爾斯海姆，巴登部長

### 2日
- 沃爾夫岡·路德維希·克拉夫特，天文學家
- 多納蒂安·阿爾方斯·弗朗索瓦·德·薩德，法國貴族和作家

### 5日
- 何塞·湯瑪斯·博維斯，委內瑞拉考迪略
- 西里亞科·卡雷尼奧，委內瑞拉歌手和管風琴家
- Évariste de Parny，法國詩人

### 7日
- 路德維希·倫琴，德國神學家和作家

### 9日
- 約瑟夫·布拉馬，英國工程師

### 10日
- 何塞·安赫爾·拉馬斯，委內瑞拉作曲家

### 11日
- 瑪麗-路易絲·奧墨菲，法國國王路易十五的情婦

### 12日
- 漢斯·康拉德·埃舍爾，瑞士政治家，蘇黎世市長
- 恩斯特·路德維希·朱利葉斯·馮·倫特，德國律師、外交官和部長

### 13日
- 夏尔-约瑟夫，奧地利陸軍元帥

### 14日
- 海因里希·施文特利，德國雕刻師和微型畫家

### 18日
- Tönjes Bley（通傑斯·布利），德國水利工程師和測量師
- 卡爾·斯坦納克，德國作曲家、歌劇作曲家和指揮家

### 19日
- 約瑟夫·布拉馬，英國液壓機發明者

### 24日
- 撒母耳·胡德，英國皇家海軍中將

### 25日
- 詹姆斯·布斯，蘇格蘭園丁，苗圃老闆

### 26日
- 尼古拉斯-法蘭索瓦·吉拉德，法國劇作家

### 27日
- 喬安娜·索斯科特，英語愛好者

### 29日
- 珍妮·馮·沃伊茨（Jenny von Voigts），德國作家

### 30日
- 理查·布倫特，美國政治家
- 詹姆斯·努斯，英國外科醫生

### 31日
- 索菲·瑪麗·馮·沃斯，普魯士宮廷女王和國王的德國顧問

## 日期不詳
- 菲力浦·卡爾·馮·阿爾伯格	德奧貴族和法國省長
- 約翰·克裡斯托夫·巴赫曼	德國商人和企業家，不來梅貿易公司J.H. Bachmann的創始人
- 保羅·約瑟夫·巴杜	瑞士肖像畫家
- 漢斯·卡爾·弗裡德里希·馮·布倫諾	普魯士少校
- 西奧多·法爾基森	瑞士雕刻師、蝕刻師、製圖員、畫家、出版商和孤兒看護人
- 約翰·雅各·諾伯特·葛籣德	波西米亞畫家、作家和音樂家
- 約翰·尼古拉斯·哈格	德國園丁
- 路德維希·菲力浦·哈恩	德國公務員詩人
- 海因里希·烏爾里希·伊拉斯謨·馮·哈登伯格	德國鹽廠廠長
- 以色列 Hapstein von Koschnitz	哈西德·扎迪克（Hasidic tzaddik）和傳教士
- 西奧多·揚科維奇·德·米里沃	啟蒙思想家和教育改革家
- 雅各·卡布倫	書籍和藝術收藏家和慈善家
- 薩維里奧·蘭多利納	義大利考古學家和自然科學家
- 沙特一世·伊本·阿卜杜勒·阿齊茲	瓦哈比派的伊瑪目（1803-1814）
- 伍爾夫-海因里希·馮·蒂寧	丹麥將軍
- 威廉·韋斯特	美國軍官、律師和政治家
- 費利克斯·馮·溫普芬	法國大革命將軍